# Alpin skidåkning vid olympiska vinterspelen 1980

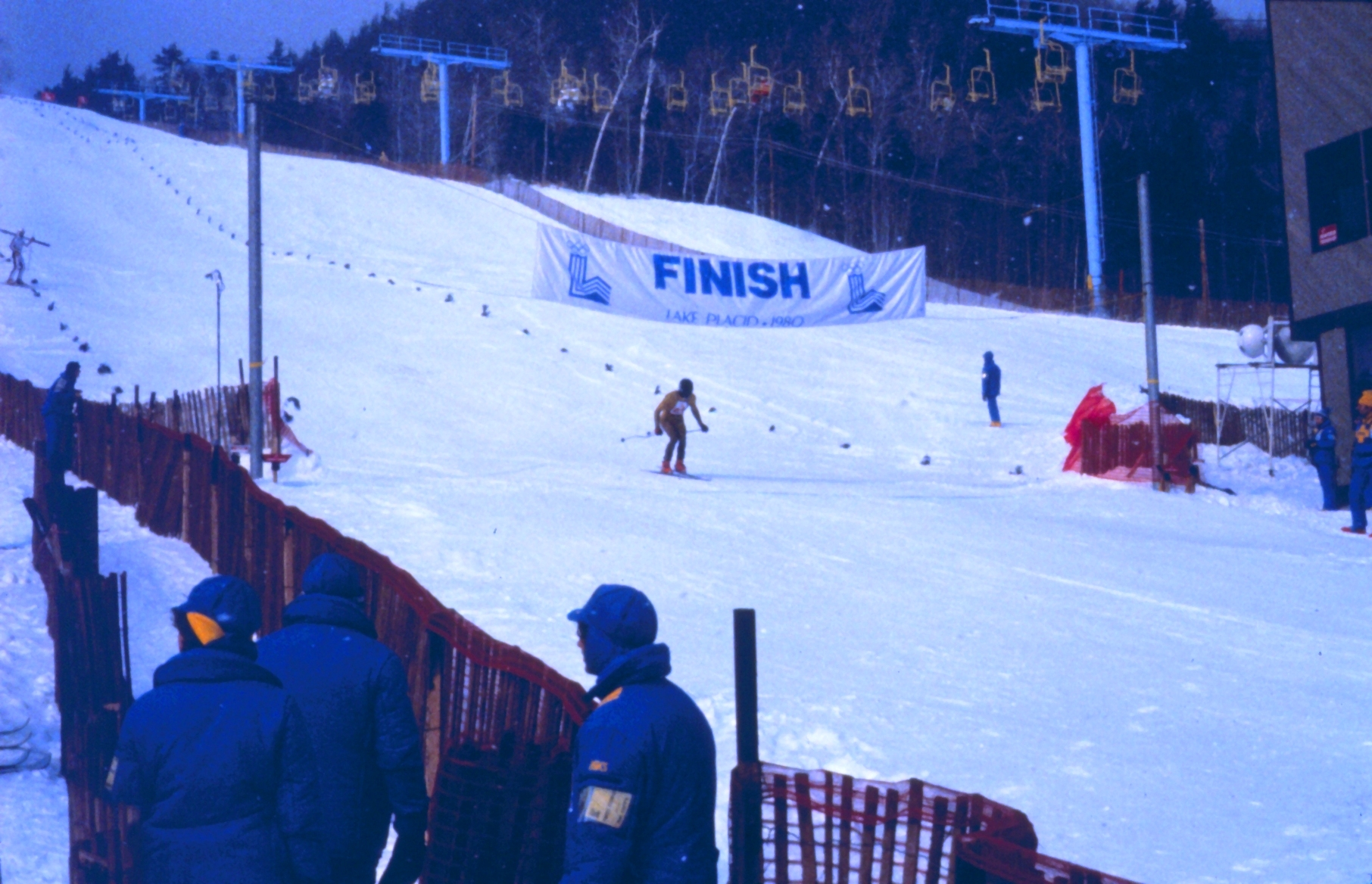
Målgång.

## Medaljtabell
| Pl. | Nation        | Guld | Silver | Brons | Totalt |
| --- | ------------- | ---- | ------ | ----- | ------ |
| 1   | Liechtenstein | 2    | 2      | 0     | 4      |
| 2   | Österrike     | 2    | 1      | 1     | 4      |
| 3   | Sverige       | 2    | 0      | 0     | 2      |
| 4   | Västtyskland  | 0    | 2      | 0     | 2      |
| 5   | USA           | 0    | 1      | 0     | 1      |
| 6   | Schweiz       | 0    | 0      | 3     | 3      |
| 7   | Kanada        | 0    | 0      | 1     | 1      |
| 7   | Frankrike     | 0    | 0      | 1     | 1      |

## Resultat

### Herrar
| Gren                   | Guld                     | Guld    | Silver                       | Silver  | Brons                  | Brons   |
| Störtlopp Detaljer...  | Leonhard Stock Österrike | 1:45,50 | Peter Wirnsberger Österrike  | 1:46,12 | Steve Podborski Kanada | 1:46,62 |
| Storslalom Detaljer... | Ingemar Stenmark Sverige | 2:40,74 | Andreas Wenzel Liechtenstein | 2:41,49 | Hans Enn Österrike     | 2:42,51 |
| Slalom Detaljer...     | Ingemar Stenmark Sverige | 1:44,26 | Phil Mahre USA               | 1:44,76 | Jacques Lüthy Schweiz  | 1:45,06 |

### Damer
| Gren                   | Guld                            | Guld    | Silver                         | Silver  | Brons                      | Brons   |
| Störtlopp Detaljer...  | Annemarie Moser-Pröll Österrike | 1:37,52 | Hanni Wenzel Liechtenstein     | 1:38,22 | Marie-Theres Nadig Schweiz | 1:38,36 |
| Storslalom Detaljer... | Hanni Wenzel Liechtenstein      | 2:41,66 | Irene Epple Västtyskland       | 2:42,12 | Perrine Pelen Frankrike    | 2:42,41 |
| Slalom Detaljer...     | Hanni Wenzel Liechtenstein      | 1:25,09 | Christa Kinshofer Västtyskland | 1:26,50 | Erika Hess Schweiz         | 1:27,89 |

## Herrar

### Slalom
- 22 februari 1980

| Medalj | Namn             | Nation  | Tid     |
| Guld   | Ingemar Stenmark | Sverige | 1.44,26 |
| Silver | Phil Mahre       | USA     | 1.44,76 |
| Brons  | Jacques Lüthy    | Schweiz | 1.45,06 |

### Storslalom
- 19 februari 1980

| Medalj | Namn             | Nation        | Tid     |
| Guld   | Ingemar Stenmark | Sverige       | 2.40,74 |
| Silver | Andreas Wenzel   | Liechtenstein | 2.41,49 |
| Brons  | Hans Enn         | Österrike     | 2.42,51 |

### Störtlopp
- 14 februari 1980

| Medalj | Namn              | Nation    | Tid     |
| Guld   | Leonhard Stock    | Österrike | 1.45,50 |
| Silver | Peter Wirnsberger | Österrike | 1.46,12 |
| Brons  | Steve Podborski   | Kanada    | 1.46,62 |

### Alpin kombination
| Medalj | Namn           | Nation        |
| Guld   | Phil Mahre     | USA           |
| Silver | Andreas Wenzel | Liechtenstein |
| Brons  | Leonhard Stock | Österrike     |

Inga olympiska medaljer utdelades i den alpina kombinationstävlingen utan endast världsmästerskapsmedaljer.

## Damer

### Slalom
- 23 februari 1980

| Medalj | Namn              | Nation        | Tid     |
| Guld   | Hanni Wenzel      | Liechtenstein | 1.25,09 |
| Silver | Christa Kinshofer | Västtyskland  | 1.26,50 |
| Brons  | Erika Hess        | Schweiz       | 1.27,89 |

### Storslalom
- 20 februari 1980

| Medalj | Namn          | Nation        | Tid     |
| Guld   | Hanni Wenzel  | Liechtenstein | 2.41,66 |
| Silver | Irene Epple   | Västtyskland  | 2.42,12 |
| Brons  | Perrine Pelen | Frankrike     | 2.42,41 |

### Störtlopp
- 17 februari 1980

| Medalj | Namn                  | Nation        |         |
| Guld   | Annemarie Moser-Pröll | Österrike     | 1.37,52 |
| Silver | Hanni Wenzel          | Liechtenstein | 1.38,22 |
| Brons  | Marie-Theres Nadig    | Schweiz       | 1.38,36 |

### Alpin kombination
| Medalj | Namn          | Nation        |
| Guld   | Hanni Wenzel  | Liechtenstein |
| Silver | Cindy Nelson  | USA           |
| Brons  | Ingrid Eberle | Österrike     |

Inga olympiska medaljer utdelades i den alpina kombinationstävlingen utan endast världsmästerskapsmedaljer.